# 希克姆豪辛 (夏威夷州)
希克姆豪辛（英語：Hickam Housing）是位於美國夏威夷州檀香山縣的一個人口普查指定地區。

## 地理
希克姆豪辛的座標為21°25′34″N 157°48′44″W / 21.42611°N 157.81222°W，而該地最高點為海拔高度2米（即7英尺）。

## 人口
根據2010年美國人口普查的數據，希克姆豪辛的面積為12.60平方千米，當中陸地面積為11.90平方千米，而水域面積為0.70平方千米。當地共有人口6920人，而人口密度為每平方千米549.21人。